# Un bruit qui rend fou
Un bruit qui rend fou (1995) (übersetzt: Ein Geräusch, das verrückt macht) ist ein Filmdrama, das auf der Oper Der fliegende Holländer basiert und am 17. Februar 1995 bei den internationalen Filmfestspielen in Berlin unter dem Titel Die blaue Villa gezeigt und als Bester Film nominiert wurde.

## Inhaltsangabe
Die etwas andere Version vom „Fliegenden Holländer“ geht um einen verliebten Seefahrer, Frank, der seit sieben Jahren schon verdächtigt wird, Santa, die Stieftochter von Edouard Nordmann umgebracht zu haben.
Nordmann schlug Frank einen Deal vor, für den er Santa, in die er sehr verliebt war, töten musste.
Wie angenommen erledigt er seinen Auftrag und verschwindet mit seinem Schiff.
Doch in Wirklichkeit hatte er Santa nie getötet, sondern nur so getan als hätte er den Deal angenommen und nahm seine Geliebte einfach mit.
Nach sieben Jahren kehrt Frank mit Santa zurück auf die Mittelmeerinsel um dann den „Rest“ zu erledigen. Um Santa zu schützen, bringt er sie verdeckt in ein zwielichtiges Bordell namens, die Blaue Villa.

## Hintergrund
Regisseur und Drehbuchautor Alain Robbe-Grillet drehte den Film zusammen mit seinem Ex-Schüler Dimitri de Clercq, nachdem er seit über 10 Jahren keinen Film mehr machte.
Die Story basiert auf der Oper vom „Fliegenden Holländer“ und auf manchen Büchern von Robbe-Grillet, z. B. „Die Blaue Villa in Hong Kong“.
Der Film wurde in Griechenland gedreht.

## Auszeichnungen
- 1995: Goldener Berliner Bär – Bester Film (Nominierung)
- 1995: Mystfest Award – Bester Film (Nominierung)
- 1995: San Diego Film Festival Award – Bester Film